# 전쟁철학
전쟁철학(Philosophy of war)은 전쟁의 원인, 전쟁과 인간 본성의 관계, 전쟁의 윤리학과 같은 문제들을 탐구하는 철학 분야이다. 전쟁철학의 특정 측면들은 역사철학, 정치철학, 국제 관계 및 법철학과 중복된다.

## 전쟁철학 관련 저작

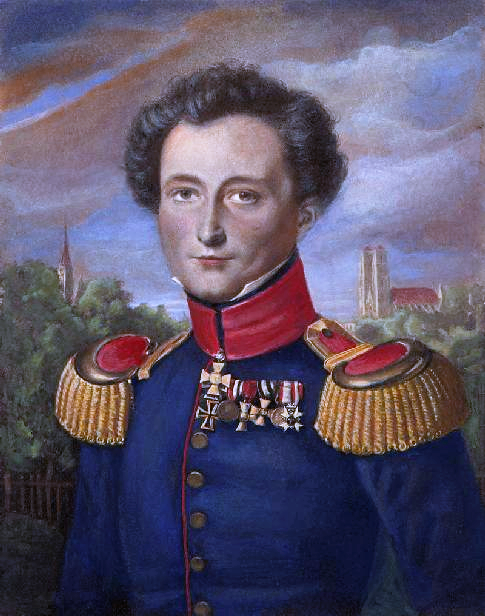
카를 폰 클라우제비츠, 카를 빌헬름 바흐의 그림.

아마도 전쟁의 철학에서 가장 위대하고 영향력 있는 작품은 카를 폰 클라우제비츠의 1832년에 출판된 전쟁론일 것이다. 이 책은 전략에 대한 관찰과 인간 본성 및 전쟁의 목적에 대한 질문을 결합한다. 클라우제비츠는 특히 전쟁의 목적론을 탐구한다. 전쟁이 그 자체를 넘어선 목적을 위한 수단인지, 아니면 그 자체로 목적이 될 수 있는지에 대해 그는 후자가 그럴 수 없으며 전쟁은 "다른 수단에 의한 정치"라고 결론 내린다. 즉, 전쟁은 그 자체를 위해서만 존재해서는 안 된다. 그것은 국가를 위해 어떤 목적에 기여해야 한다.
레프 톨스토이의 1869년 소설 전쟁과 평화는 전쟁철학(및 기독교와 톨스토이의 나폴레옹 전쟁 관찰에서 파생된 더 넓은 형이상학적 사변)에 대한 빈번한 철학적 일탈을 포함한다. 이 책은 전쟁에 대한 후기 사상에 영향을 미쳤다. 톨스토이의 기독교 중심 전쟁철학(특히 그의 에세이 "힌두교도에게 보내는 편지"(1908)와 "하나님의 나라는 네 안에 있다"(1894))은 간디의 힌두교 중심 비폭력 저항 철학에 직접적인 영향을 주었다.
1869년에 글을 쓴 Genrikh Leer는 국민에게 전쟁이 미치는 긍정적인 효과를 강조했다. "[...] 전쟁은 사람들의 내면적, 도덕적, 물질적 삶을 개선하는 강력한 도구로 나타난다[...]."
손무의 손자병법 (기원전 5세기)은 주로 무기와 전략에 초점을 맞추지만 철학보다는 다양한 해설가들이 그의 관찰을 전쟁 자체를 훨씬 넘어서는 상황, 즉 경쟁이나 경영에 적용되는 철학으로 확장했다 (손무의 철학이 전쟁 이외의 분야에 적용되는 것에 대한 논의는 손자병법의 주요 위키백과 문서를 참조하라). 16세기 초, 니콜로 마키아벨리의 걸작 군주론(및 그의 로마사 논고)의 일부와 마키아벨리 자신의 저서인 전쟁론의 일부는 전쟁과 관련된 몇 가지 철학적 요점을 논하지만, 두 책 모두 전쟁철학에 대한 저작이라고 할 수는 없다.

## 옳은 전쟁론
인도의 힌두교 서사시, 마하바라타는 "옳은 전쟁"(다르마 유다 또는 "정의로운 전쟁")에 대한 최초의 서면 논의를 제공한다. 여기에서 다섯 명의 통치 형제(판다바) 중 한 명이 전쟁으로 인한 고통이 정당화될 수 있는지 묻는다. 이어서 형제들 간의 긴 토론이 벌어져 비례성(전차는 다른 전차만 공격할 수 있고 기병은 공격할 수 없음; 곤경에 처한 사람은 공격할 수 없음), 정의로운 수단(독 묻은 화살이나 낚시 바늘이 달린 화살 사용 금지), 정의로운 원인(분노로 인한 공격 금지), 포로와 부상자에 대한 공정한 대우와 같은 기준을 설정한다. 옳은 전쟁론은 도덕적으로 용인되는 원칙에 따라 전쟁의 어떤 측면이 정당화될 수 있는지 이론화한다. 옳은 전쟁론은 전쟁에 나설 결심을 한 사람들이 따라야 할 네 가지 핵심 기준에 기반을 둔다. 네 가지 원칙은 다음과 같다: 정당한 권위; 정당한 원인; 올바른 의도; 최후의 수단.

### 정당한 권위
정당한 권위의 기준은 전쟁을 시작하는 것에 대한 결정된 합법성, 그리고 전쟁의 개념과 그것의 추구가 합법적으로 처리되고 정당화되었는지 여부를 의미한다.

### 정당한 원인
정당한 원인은 전쟁이 적절하고 필요한 대응이라는 정당한 이유이다. 옳은 전쟁론에 따르면 전쟁을 피할 수 있다면 그것이 먼저 결정되어야 한다.

### 올바른 의도
전쟁을 하기 위해서는 그렇게 하는 의도가 도덕적으로 올바른지 판단해야 한다. 올바른 의도 기준은 전쟁 대응이 진행 중인 갈등에 대한 측정 가능한 방법인지 여부를 결정해야 한다.

### 최후의 수단
전쟁은 최후의 수단으로서의 대응이며, 이는 의견이 다른 당사자들 사이에 갈등이 있을 경우 전쟁에 의존하기 전에 모든 해결책을 시도해야 함을 의미한다.

## 사상의 전통
전쟁철학은 종종 다른 철학 분야(예: 정치철학 또는 법철학)의 하위 분야로 다루어지기 때문에, 예를 들어 실존주의나 객관주의가 뚜렷한 운동으로 설명될 수 있는 것과 같은 명확한 사상 학파를 정의하기는 어려울 것이다. 스탠퍼드 철학 백과사전은 카를 폰 클라우제비츠를 "유일한 (소위) 전쟁철학자"라고 언급하며, 그가 전쟁에만 초점을 맞춘 철학적 체계를 발전시킨 유일한 (주요) 철학자임을 암시한다. 그러나 전쟁에 대한 식별 가능한 사상 전통은 시간이 지남에 따라 발전하여 일부 작가들이 광범위한 범주(다소 느슨하게 정의되더라도)를 구분할 수 있게 되었다.

### 목적론적 분류
아나톨 라포포트는 클라우제비츠의 전쟁론 번역본인 J. J. 그레이엄 판에 대한 서문에서 전쟁철학의 세 가지 주요 목적론적 전통을 식별한다: 대격변적, 종말론적, 그리고 정치적이다. (전쟁론, 라포포트 서문, 13). 이것들은 전쟁에 대한 유일한 가능한 목적론적 철학이 아니라 가장 일반적인 세 가지일 뿐이다. 라포포트가 말했듯이,
인용 틀이 비었음 (도움말)
- 대격변적 사상 학파는 레프 톨스토이가 그의 서사 소설 전쟁과 평화에서 지지했던 것으로, 전쟁을 인류의 재앙으로 본다. 피할 수 있든 피할 수 없든, 전쟁은 파괴와 고통을 유발하는 것 외에는 거의 목적이 없으며, 사회에 급격한 변화를 가져올 수 있지만 어떤 목적론적 의미는 아니다. 톨스토이의 견해는 전쟁에 대한 전 세계적 대격변적 철학의 하위 범주에 속할 수 있다. 대격변적 사상 학파의 또 다른 하위 범주는 자민족 중심주의적 대격변적 사고로, 이 견해는 특정 민족성이나 국민의 비극에 초점을 맞춘다. 예를 들어 유대교에서 구약성경의 특정 책들에서 전쟁을 이스라엘 민족에게 내리는 하느님의 처벌로 보는 견해이다. 구약성경(특정 책들에서)이 전쟁을 신의 불가피한 행위로 보는 것처럼, 톨스토이는 특히 전쟁을 인간에게 닥쳐오는 것이며 인간의 "자유의지"의 영향 아래 있지 않고, 대신 저항할 수 없는 전 세계적 힘의 결과임을 강조한다. (전쟁론, 라포포트 서문 16)
- 종말론적 사상 학파는 모든 전쟁(또는 모든 주요 전쟁)이 어떤 목표로 이어진다고 보고, 언젠가 어떤 최후의 갈등이 모든 전쟁이 따르는 길을 해결하고 사회의 대규모 격변과 그에 따른 전쟁이 없는 새로운 사회를 초래할 것이라고 주장한다(이론에 따라 결과 사회는 유토피아 또는 디스토피아일 수 있다). 이 견해에는 메시지적 이론과 세계적 이론의 두 가지 하위 집합이 있다. 마르크스주의의 프롤레타리아가 통치하는 공산주의 세계가 최후의 전 세계적 혁명 후에 올 것이라는 개념은 세계적 이론의 한 예이며, 기독교의 하르마게돈 전쟁이 재림을 알리고 사탄의 최종 패배를 가져올 것이라는 개념은 세계적 또는 메시지적 범주에 속할 수 있는 이론의 한 예이다. (전쟁론, 라포포트 서문, 15) 메시아적 종말론적 철학은 유대-기독교의 메시아 개념에서 파생되었으며, 전쟁이 단일 신앙 또는 단일 통치자 아래 인류의 통일로 정점을 이룬다고 본다. 십자군, 지하드, 나치의 우월 민족 개념 및 19세기 미국의 명백한 운명 개념도 이 범주에 속할 수 있다. (전쟁론, 라포포트 서문, 15) (더 자세한 정보는 주요 문서 참조: 기독교 종말론, 유대 종말론)
- 정치적 사상 학파는 클라우제비츠가 주창한 것으로, 전쟁을 주권국의 도구로 본다. 라포포트는 13페이지에서 다음과 같이 말한다.

인용 틀이 비었음 (도움말)
그는 나중에 베트남 전쟁 및 기타 냉전 갈등 배후의 철학을 "신 클라우제비츠주의"라고 규정한다. 라포포트는 또한 마키아벨리를 전쟁의 정치철학의 초기 사례로 포함시킨다(전쟁론, 라포포트 서문, 13). 그의 에세이 이후 수십 년 동안, 조지 W. 부시 대통령의 미국이 2001년과 2003년에 시작한 테러와의 전쟁과 이라크 전쟁은 종종 선제공격론에 따라 정당화되었는데, 이는 9·11 테러와 같은 추가 공격을 막기 위해 미국이 전쟁을 사용해야 한다는 정치적 동기이다.

### 윤리적 분류
전쟁에 대한 다른 사상 학파를 분류하는 또 다른 가능한 시스템은 스탠퍼드 철학 백과사전(아래 외부 링크 참조)에서 찾을 수 있으며, 이는 윤리학에 기반을 둔다. SEP는 전쟁 윤리의 세 가지 주요 구분인 현실주의, 평화주의, 그리고 옳은 전쟁론을 설명한다. 간단히 말해서:
- 현실주의자는 일반적으로 사회 내에서 개인을 이끄는 도덕 및 윤리 체계가 사회 전체에 적용되어 다른 사회와 상호작용하는 방식을 통제하는 데는 현실적으로 적용될 수 없다고 주장한다. 따라서 전쟁에서 국가의 목적은 단순히 국가 이익을 보존하는 것이다. 이러한 사고방식은 마키아벨리의 철학과 유사하며, 투키디데스와 토머스 홉스도 이 범주에 속할 수 있다.
- 그러나 평화주의는 전쟁에 대한 도덕적 평가가 가능하며, 전쟁은 항상 부도덕하다고 주장한다. 일반적으로 고려해야 할 두 가지 현대 세속 평화주의가 있다: (1) 전쟁으로 인한 이득이 결코 전쟁의 비용을 능가할 수 없다고 주장하는 더 결과주의적인 형태의 평화주의(또는 CP); (2) 전쟁 활동 자체가 본질적으로 그르다고 주장하는 더 의무론적인 형태의 평화주의(또는 DP), 왜냐하면 그것은 인간을 죽이지 않는 것과 같은 정의의 최우선 의무를 위반하기 때문이다. 유진 V. 뎁스와 다른 사람들은 전쟁 대신 평화주의적 외교 방식의 유명한 옹호자들이었다.
- 옳은 전쟁론은 평화주의와 함께 도덕이 전쟁에 적용된다고 주장한다. 그러나 평화주의와 달리, 옳은 전쟁론에 따르면 전쟁이 도덕적으로 정당화될 수 있다. 도덕적으로 정당화된 전쟁이라는 개념은 제네바 협약과 같은 국제법 개념의 많은 부분을 뒷받침한다. 아리스토텔레스, 마르쿠스 툴리우스 키케로, 아우구스티누스, 토마스 아퀴나스, 그리고 후고 그로티우스는 옳은 전쟁 철학의 어떤 형태를 지지했던 철학자들 중 일부이다. 전쟁에 대한 일반적인 옳은 전쟁론적 평가는 전쟁이 1) 국가의 자위권을 위해 벌어지거나, 2) 인권에 대한 심각한 침해를 종식시키기 위해 벌어질 때만 정당화된다는 것이다. 정치철학자 존 롤스는 이러한 기준을 전쟁의 정당성으로 옹호했다.

## 같이 보기
| - 절대 전쟁 - 공격주의 - 결정적 승리 - 억지이론 - 옳은 전쟁론 | - 전쟁에 대한 마르크스주의적 설명 - 군국주의 - 군산 복합체 - 군사학 - 상호확증파괴 | - 힘을 통한 평화 - 선제공격 - 전략적 승리 - 전술적 승리 - 군사학 |